# Sulejman Halilović
Sulejman Halilović (Odžak, Bosna i Hercegovina, 14. studenog 1955.) bivši je bosanskohercegovački nogometaš koji je igrao na poziciji napadača.
Karijeru je započeo u Jedinstvu iz Odžaka u Bosni i Hercegovini, da bi 1977. godine pristupio tadašnjem drugoligašu vinkovačkom Dinamu za koji je nastupao sedam sezona, gdje je bio najbolji igrač, dva puta najbolji strijelac Druge savezne lige – Zapad, u sezoni 1980./81. (22 zgoditka) i u sezoni 1981./82. (31 zgoditak), a u sezoni 1982./83. i najbolji strijelac Prve savezne lige s 18 pogodaka. 
Jedan je od rijetkih koji se uspio kao igrač iz Druge savezne lige probiti do reprezentativnog dresa. Kao član jugoslavenske reprezentacije nastupio je na Europskom prvenstvu u Francuskoj 1984. godine. U ljeto te godine nakon neuspjeha reprezentacije na Europskom prvenstvu, prelazi u beogradsku Crvenu zvezdu s kojom osvaja Kup maršala Tita 1984./85. Za Crvenu zvezdu nastupa samo jednu sezonu, i već 1986. prelazi u bečki Rapid Beč u kojem je završio svoju profesionalnu karijeru 1988. godine.

## Vanjske poveznice
- Profil na transfermarkt.com